# Pyrausta pastrinalis
Pyrausta pastrinalis là một loài bướm đêm trong họ Crambidae.